# Емурла
Емурла́ — река в Шебалинском районе Республики Алтай. Устье реки находится в 174 км по левому берегу реки Катунь. Исток реки расположен на северной оконечности Семинского хребта, вблизи горы Крестовой. Длина реки составляет 24 км.
В 12 км от устья на реке расположено единственный населённый пункт — село Камай.
В верховьях реки располагается Емурлинский водопад — карстовый источник в левом борту долины, дающий основной расход воды в межень.

## Данные водного реестра
По данным государственного водного реестра России относится к Верхнеобскому бассейновому округу, водохозяйственный участок реки — Катунь, речной подбассейн реки — Бия и Катунь. Речной бассейн реки — (Верхняя) Обь до впадения Иртыша.